# Critica dei Captivi di Plauto
Critica dei Captivi di Plauto è un'opera di Gotthold Lessing scritta nel 1750.
Lessing inventa un dialogo immaginario con Johann Christoph Gottsched, in cui costui era scandalizzato dal linguaggio triviale adottato dai servi nella commedia latina Captivi di Plauto. Lessing difende Plauto poiché è giusto utilizzare il linguaggio adatto a ogni categoria sociale. Lessing aveva idee contrarie a quelle di Gottsched, che era un proselito del teatro classicista francese.